# أوفاجيك (فتحية)
أوفاجيك (بالتركية: Ovacık)‏ هي قرية صغيرة في مديرية فتحية، محافظة موغلا، تركيا.
تقع بجوار الحي سكني والمنتجع السياحي للعطلات «حصار أونو» (بالتركية: Hisarönü)‏،  والذي يتكون أساسًا من فنادق صغيرة وفيلات خاصة. توجد في القرية العديد من المطاعم، وهي أكثر هدوءًا وأقل صخباً من حصار أونو.

## الموقع
تقع القرية على هضبة صغيرة عند سفح جبل باباداغ (بالتركية: Babadağ)‏، البقعة المفضلة لرياضة الطيران المظلي بالقرب من البحيرة الزرقاء الشهيرة في أولودنيز وشاطئ «بلجكيز» (بالتركية: Belcekız)‏.
تقع قرية أوفاجيك على بعد حوالى 5 كيلومترات من أولودنيز، وحوالي 9 كيلومترات من وسط مدينة فتحية، والمسافة إلى مدينة موغلا حوالي 100 كم. 

## شاهد
- أوفاجيك، في منطقة فتحية. على يوتيوب
- منظر أولودنيز وسط الجبال والبحر من أوفاجيك، في منطقة فتحية. على يوتيوب
- تصوير جوي للمنطقة السكنية في أوفاجيك، بمنطقة فتحية. على يوتيوب